# Грефенрода
Грефенрода (нем. Gräfenroda) — община в Германии, в земле Тюрингия.
Входит в состав района Ильм. Подчиняется управлению Оберес Гераталь. Население составляет 3358 человек (на 31 декабря 2010 года). Занимает площадь 23,32 км².

## Фотографии

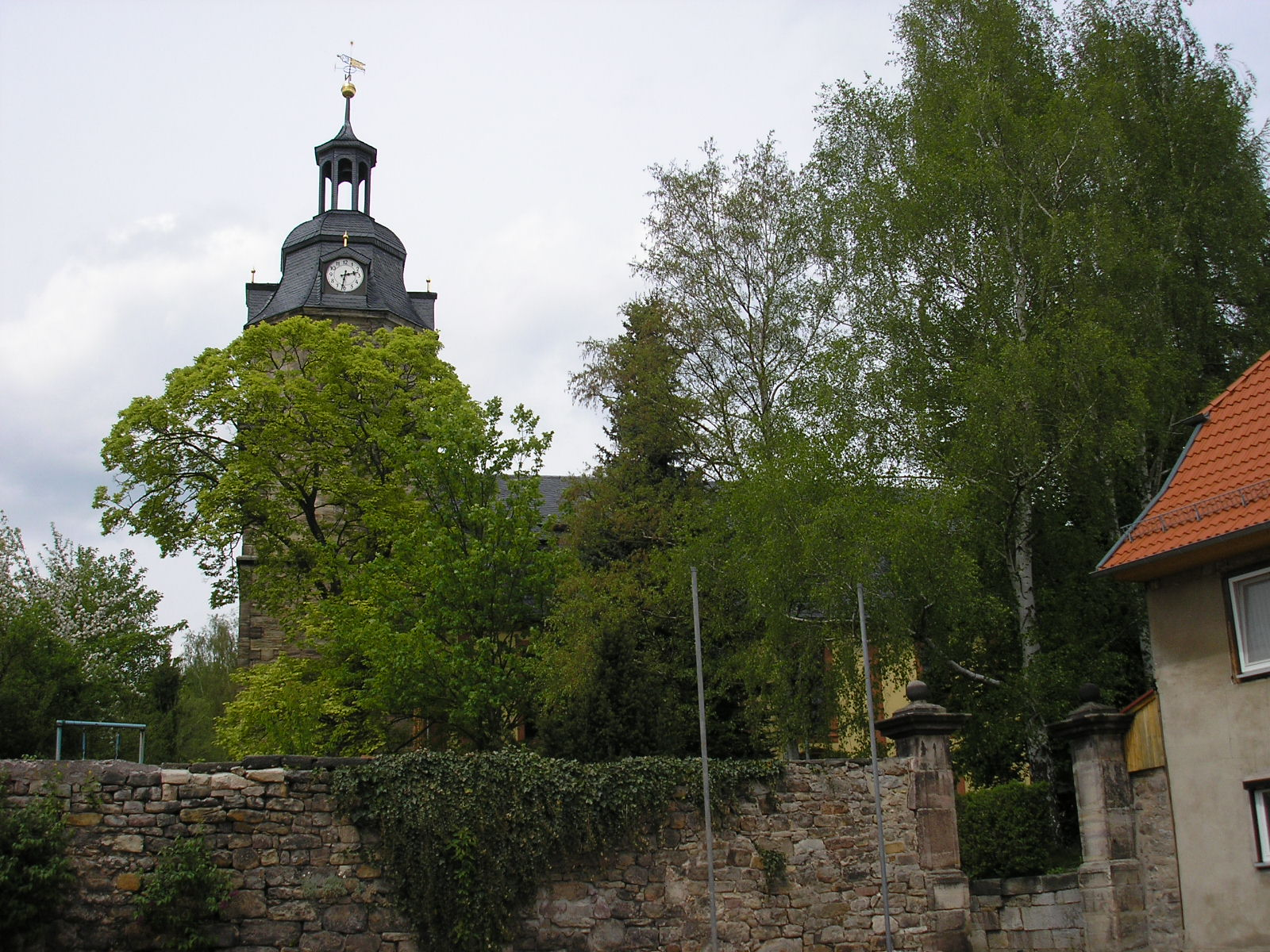
Церковь
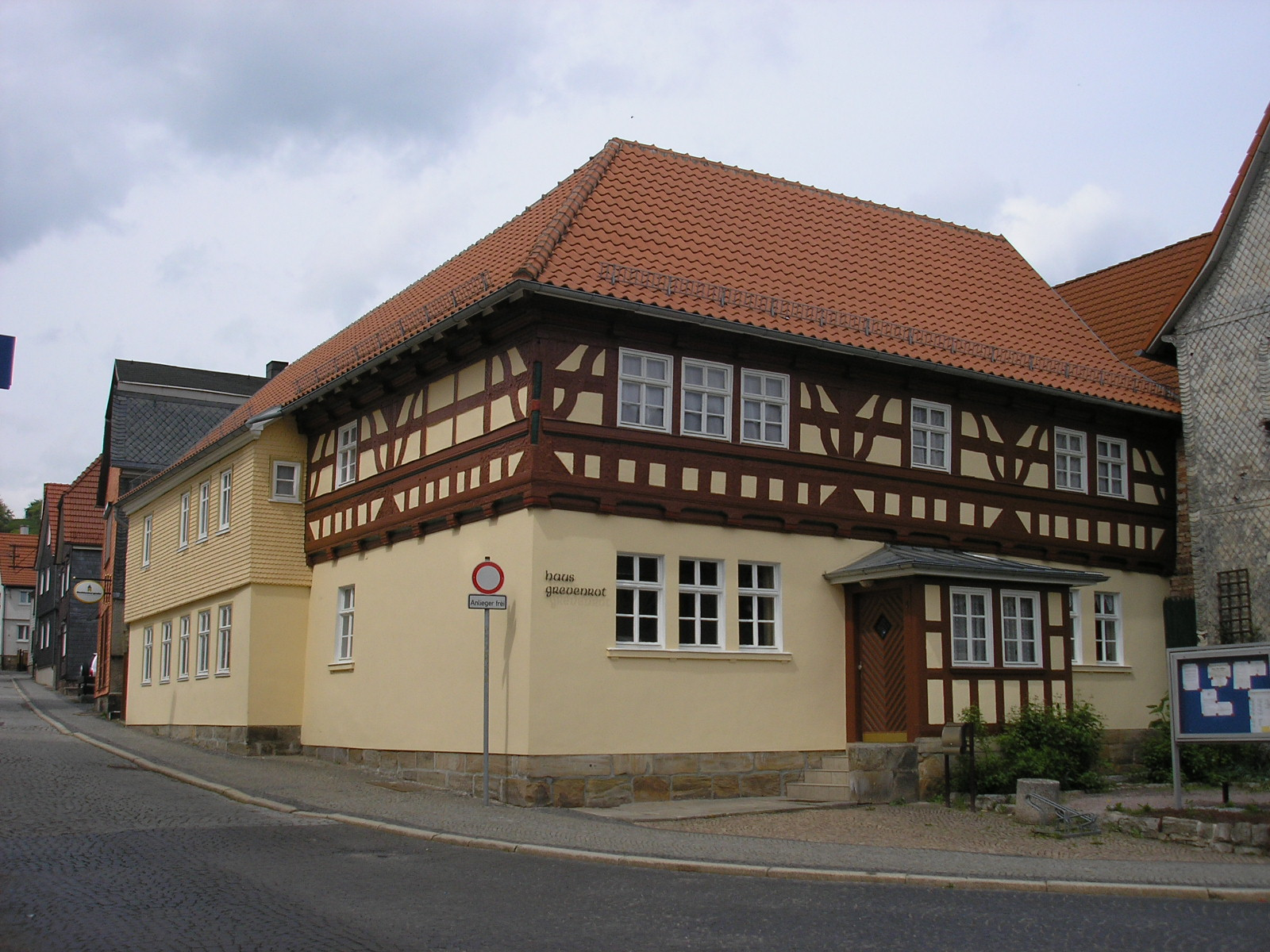
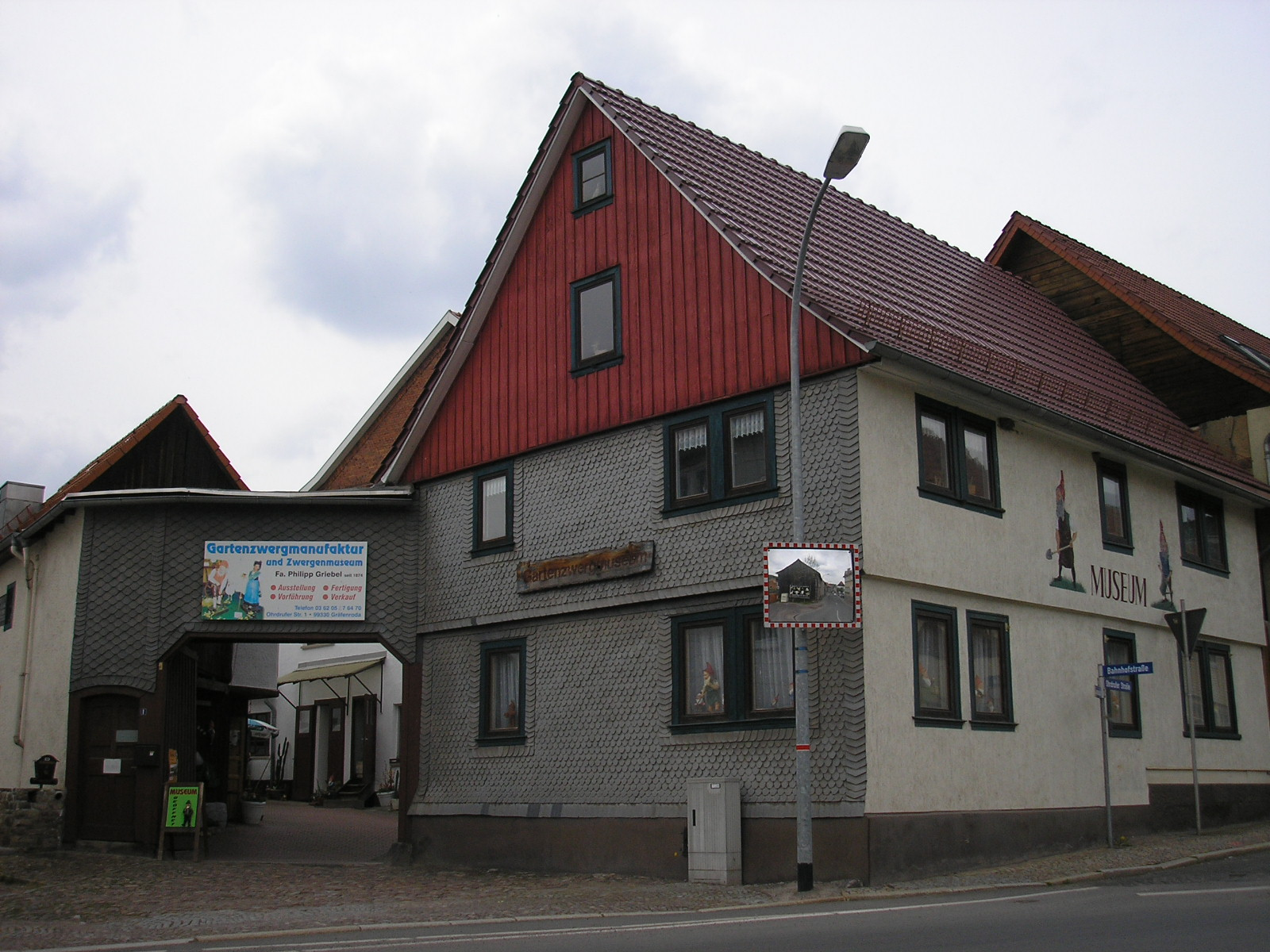
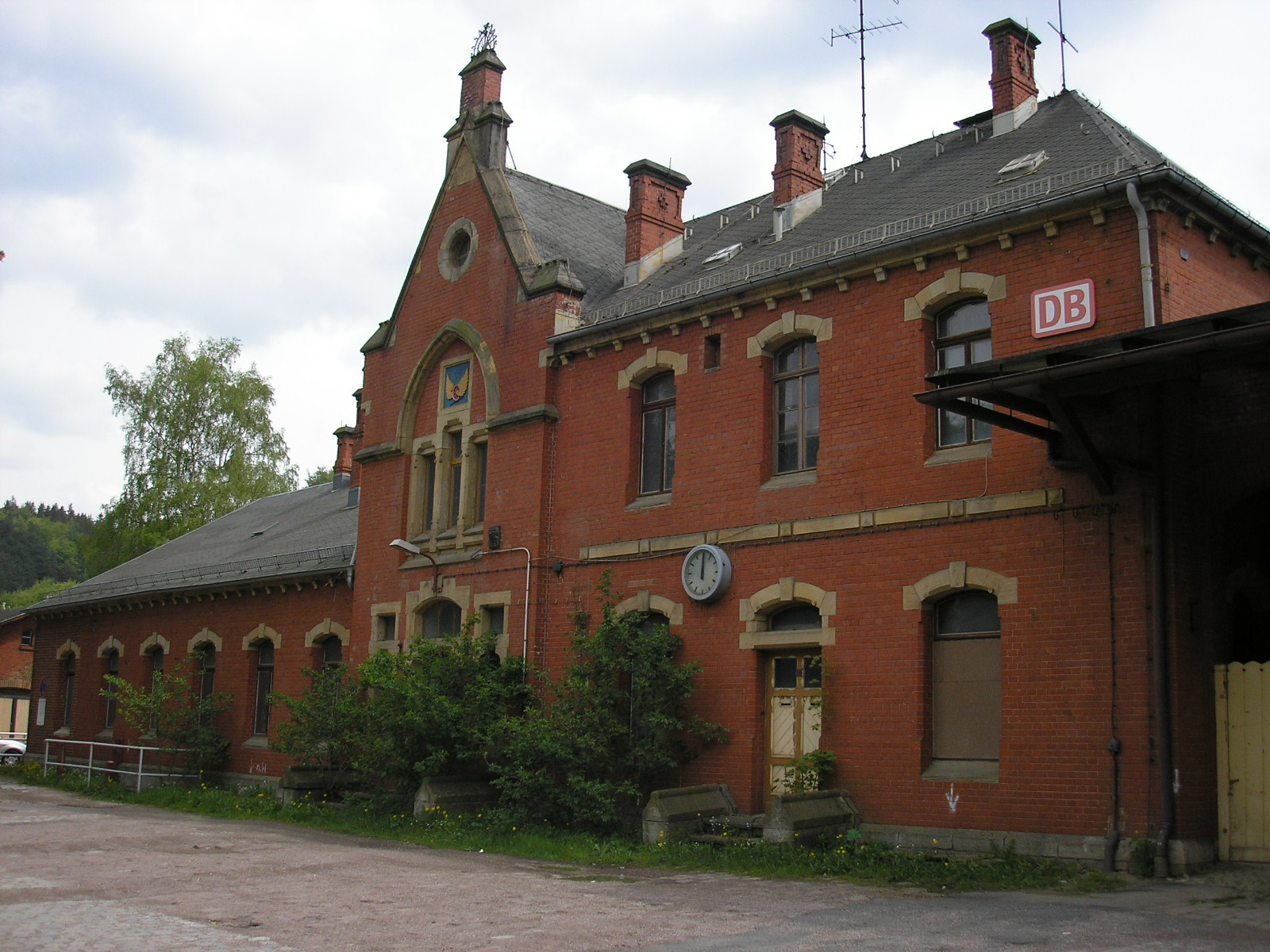
Вокзал